# Видач, Чаба
Чаба Видач (венг. Vidáts Csaba; род. 22 ноября 1947, Szőny, Комаром-Эстергом) — венгерский футболист, играл на позиции полузащитника. Серебряный призёр Олимпийских игр (1972).

## Биография

### Игровая карьера
В возрасте 17 лет Видач подписал контракт с «Вашашем». 17 мая 1967 года в дебютном матче против клуба «Шальготарьян» оформил хет-трик — «Вашаш» выиграл ту встречу со счётом 4:2. В составе «Вашаша» выиграл Кубок Венгрии в 1973 году и Кубок Митропы в 1970 году. Всего за этот клуб Видац играл в течение 11 сезонов, сыграл 198 матчей и забил 36 голов.
В 1976 году перешёл в «Озди Кохас», за который отыграл один сезон и завершил игровую карьеру.

### Карьера в сборной
В составе сборной Венгрии Видач принимал участие на олимпийском футбольном турнире 1972 года и завоевал серебряную медаль. На турнире сыграл в 2 матчах группового этапа со сборными Ирана (5:0) и Бразилии (2:2). За сборную Венгрии сыграл 22 матча и забил 4 гола.

### Жизнь после футбола
В 1973 году получил экономическое образование, закончив Университет экономических наук имени Карла Маркса. В 1982 году был назначен финансовым директором Национального управления физического воспитания и спорта. Затем работал в экономической сфере в нескольких компаниях.
В 2009 году вышел на пенсию и организовал собственную винодельню.

## Достижения
«Вашаш»
- Обладатель Кубка Венгрии (1) : 1972/73
- Обладатель Кубка Митропы (1) : 1969/70